# Roscoe (Illinois)
Roscoe es una villa situada en el condado de Winnebago, Illinois, Estados Unidos. Tiene una población estimada, a mediados de 2023, de 10 843 habitantes.

## Geografía
La localidad está ubicada en las coordenadas 42°25′32″N 89°0′34″O / 42.42556, -89.00944. Según la Oficina del Censo, tiene una superficie total de 26.79 km², de los cuales 26.59 km² corresponden a tierra firme y 0.20 km² están cubiertos de agua.

## Demografía
Según el censo de 2020, en ese momento la localidad tenía una población de 10 983 habitantes. La densidad de población era de 413.05 hab./km². El 83.78% de los habitantes eran blancos, el 3.10% eran afroamericanos, el 0.25% eran amerindios, el 2.64% eran asiáticos, el 0.06% eran isleños del Pacífico, el 1.97% eran de otras razas y el 8.20% eran de una mezcla de razas. Del total de la población, el 6.71% eran hispanos o latinos de cualquier raza.